# Horisme singulariata
Horisme singulariata là một loài bướm đêm trong họ Geometridae.